# Vreemde Kostgangers
Vreemde Kostgangers was een Nederlandse supergroep met als frontmannen Boudewijn de Groot, George Kooymans en Henny Vrienten. De groepsnaam is gelieerd aan de drie genoemde artiesten. Vreemde Kostgangers staat voor Vrienten, Kooymans en Groot. Zij kregen ondersteuning van Tijn Smit (toetsinstrumenten uit o.a. VOF De Kunst en Barry Hay and his Barking Dogs) en Martijn Bosman (drums, o.a. bij Guus Meeuwis).

## Achtergrond

### Gemeenschappelijk verleden
Het trio kwam voor het eerst samen op de 65e verjaardag van Cesar Zuiderwijk (2013), drummer en collega van George Kooymans uit Golden Earring. De vrouw van Zuiderwijk wilde haar man verrassen en organiseerde een optreden met de drie. Dat beviel hen dermate goed dat er plannen werden gesmeed voor meer gezamenlijke optredens.
Hiervoor werden er nieuwe liedjes geschreven en werden "oude" liedjes in een nieuw jasje gestoken. De liedjes moesten afgestemd worden op de "eigenaardigheden" van de drie. Zo is De Groot geen groot technicus op de gitaar, terwijl Kooymans dat wel is, spelen De Groot en Vrienten liefst zittend, maar Kooymans liever niet, etc. De drie mannen hadden ieder een eigen insteek: De Groot was zich bewust van de verwachtingen die hun drie namen zouden wekken, Vrienten wilde zien hoe het zou groeien en Kooymans zou het wel zien.
De Groot kende Vrienten al sinds de jaren zeventig, toen Vrienten samen met onder meer Ernst Jansz in zijn begeleidingsband speelde. Zij zouden later weer samen spelen in Doe Maar. Vrienten en Kooymans kenden elkaar van toevallige ontmoetingen wanneer Doe Maar en Golden Earring samen optraden en wanneer zij op verzoek enkele nummers uitvoerden. Vrienten gaf ook toe in zijn jeugd een concert te hebben bijgewoond toen Golden Earring nog Golden Earrings heette, en dat terwijl de heren bijna even oud (1948) zijn (Vrientens carrière begon later).

### Tournees en albums
Vanaf 23 september 2016 kwam een reeks optredens op gang die werd afgesloten in december 2016. De optredens begonnen in de Goudse Schouwburg en voerden onder meer langs het Nieuwe Luxor Theater (Rotterdam), Parktheater Eindhoven, Theater Carré (Amsterdam, met extra concert), Stadsgehoorzaal (Leiden) en twee slotconcerten in de Philharmonie Haarlem. Tijdens de concerten werden zowel nieuwe nummers gespeeld zoals Nat en Scheiding, terwijl er ook nummers uit de loopbaan van de drie afzonderlijk werden gespeeld. Te horen waren bijvoorbeeld De vondeling van Ameland (De Groot), Is dit alles en Als je wint (Vrienten) en Another 45 Miles (Kooymans).
Op 24 februari 2017 kwam het gelijknamige album uit. Binnen een jaar (24 november 2017) kwam ook het tweede album Nachtwerk uit. De derde en laatste cd is in de zomer van 2022 afgerond en werd op 26 januari 2023 uitgebracht, getiteld MIST.
Op 13 februari 2020 volgde een nieuwe 41 data tellende tournee. Ze werden daarbij begeleid door Jasper Slijderink op toetsen (onder andere bij Duncan Laurence) en Rick van Wort op drums (onder andere bij Jett Rebel). De tournee duurde oorspronkelijk tot 18 mei, maar werd vanwege de coronacrisis afgebroken na het concert op 12 maart. 
De dertig resterende data werden uiteindelijk verplaatst naar 2022, echter kondigde Kooymans op 5 januari 2021 aan te stoppen met optreden vanwege de ziekte ALS. De Groot gaf op 23 april 2021 vanwege de ziekte van Kooymans aan, dat de tournee definitief afgeblazen was en er geen optredens van Vreemde Kostgangers meer zouden volgen. Vrienten overleed in april 2022.
Bij de uitgifte van het album Windveren van Boudewijn de Groot in november 2022 zei hij dat hij en Kooymans nog bezig waren met een derde album, dat in het voorjaar van 2023 moest verschijnen. Eind januari 2023 werd aangekondigd dat het album onder de titel Mist in maart zou volgen; in februari kwam het nummer Luie liefde als voorproefje.

## Studioalbums
| Album met eventuele hitnotering(en) in de Nederlandse Album Top 100 | Datum van verschijnen | Datum van binnenkomst | Hoogste positie | Aantal weken | Opmerkingen |
| ------------------------------------------------------------------- | --------------------- | --------------------- | --------------- | ------------ | ----------- |
| Vreemde Kostgangers                                                 | 24-02-2017            | 04-03-2017            | 1(1wk)          | 16           |             |
| Nachtwerk                                                           | 24-11-2017            | 02-12-2017            | 9               | 20           |             |
| Mist                                                                | 17-3-2023             | 25-03-2023            | 3               | 5*           |             |